# Весілля з приданим (фільм)
«Весілля з приданим» (рос. «Свадьба с приданым») — радянський художній кольоровий музичний комедійний фільм-спектакль, знятий у 1953 році на кіностудії «Мосфільм».

## Сюжет
Найкращі бригадири двох колгоспів, що змагаються, Ольга Степанова та Максим Орлов, давно закохані один в одного. Але Ольга — ударниця, а самолюбному Максиму ніяк не вдається випередити її за показниками. Максим засилає до Ольги сватів, але тут же між нареченим і нареченою відбувається сварка на виробничому грунті, і все йде до розриву. Ользі готовий запропонувати руку і серце «перший хлопець на селі» Микола Курочкін. Але робота як сварить, так і мирить закоханих.

## У ролях
- Віра Васильєва —  найкращий бригадир колгоспу «Іскра», Ольга Степанівна Степанова
- Володимир Ушаков —  найкращий бригадир (потім голова) колгоспу «Зоря», Максим Миколайович Орлов
- Віталій Доронін —  бригадир (потім колгоспник) колгоспу «Іскра», Микола Терентійович Курочкін
- Галина Кожакіна —  колгоспниця колгоспу «Зоря», Люба Бубенчікова
- Володимир Дорофєєв —  бригадир колгоспу «Іскра», Авдей Спиридонович Мукосєєв
- Любов Кузьмичова —  голова колгоспу «Іскра», вдова, мати Ольги і Галини, Василиса Павлівна Степанова
- Кіра Канаєва —  колгоспниця, сестра Ольги, Галя Степанова
- Дмитро Дубов —  агроном і секретар партбюро колгоспу «Іскра», Олександр Сергійович Муравйов
- Георгій Іванов —  голова (потім бригадир) колгоспу «Зоря», сват Семен Іванович Пирогов
- Тетяна Пельтцер —  Ликера Власівна Похльобкіна
- Олександр Прібиловський — Силантій Романович
- Борис Рунге — Мішка
- Михайло Дорохін — Федір-гармоніст
- Броніслава Тронова — дівчина-колгоспниця з бригади Ласточкіна
- Ольга Аросєва — подружка на весіллі

## Знімальна група
- Сценарій — Тетяна Лукашевич (в титрах не вказано)
- Постановка — Тетяна Лукашевич, Борис Равенських
- Оператори — Микола Власов, Семен Шейнін
- Текст пісень — Олексій Фатьянов
- Композитори — Микола Будашкін, Борис Мокроусов
- Звукооператор — Лев Трахтенберг
- Художник — Олександр Жаренов
- Монтажер — Г. Славатинська
- Директор картини — М. Левін
- Оркестр Головного Управління кінематографії, диригент — Я. Чернявський

Фільм відновлений на кіностудії «Мосфільм» в 1972 році. Режисер відновлення — Д. Васильєв. Звукооператор — А. Любченко. Оператор — Семен Шейнін